# Chiesa dei Servi (Forlimpopoli)
La chiesa dei Servi è un edificio di culto cattolico situato in via Cesare Battisti, nel centro storico di Forlimpopoli, in provincia di Forlì-Cesena e diocesi di Forlì-Bertinoro..

## Descrizione
Costruita verso la metà del XV secolo i Servi di Maria si insediarono a Forlimpopoli nell'ospedale e nell'oratorio dei Battuti Neri, locali che furono trasformati in una chiesa più ampia con annesso convento. Fu tuttavia all'inizio del Settecento che i Servi diedero alla chiesa l'aspetto odierno: una serie di costruzioni alla cui sommità si staglia il caratteristico torrione settecentesco, che supera in altezza anche il campanile.
Nell'interno ricco di decorazioni ed eleganti arredi spiccano sei grandi nicchie con altari ornati da dipinti di pregio.
A sinistra, entrando dall'ingresso principale, è l'altare dell'Annunciazione completato nel 1735; al centro dell'ancona dipinta e dorata è l'opera più prestigiosa della chiesa: la pala dell'Annunciazione dipinta nel 1533 da Marco Palmezzano allievo di Melozzo da Forlì.
Sempre di scuola forlivese sono anche i dipinti delle ante dell'organo della Chiesa, di Livio Modigliani, che raffigurano: Annunciazione (esterno); Santa Maria dei Servi e Santa Caterina (interno). Di Antonio Fanzaresi sono invece gli ovali che decorano l'altare della Madonna del Rosario.